# لوكاس غاتي
لوكاس غاتي (بالإسبانية: Lucas Gatti)‏ (14 فبراير 1978 ببوينس آيرس في الأرجنتين - ) هو لاعب كرة قدم أرجنتيني في مركز الوسط. لعب مع أرجنتينوس جونيورز وبوكا جونيورز ونادي بطليوس ونادي دندي وCD Don Benito ‏.

## وصلات خارجية
- لوكاس غاتي على موقع قاعدة بيانات كرة القدم.إي يو (الإنجليزية)
- لوكاس غاتي على موقع Soccerbase.com (لاعب) (الإنجليزية)